# U.S. Route 95 (California)
La U.S. Route 95 o Ruta Federal 95 (abreviada US 95) es una autopista federal ubicada en el estado de California. La autopista inicia en el Oeste desde la I 10  , US 95  en la frontera con Arizona hacia el Este en la US 95  en la frontera con Nevada. La autopista tiene una longitud de 187,8 km (116.721 mi).

## Mantenimiento
Al igual que las carreteras estatales, las carreteras interestatales, y el resto de rutas federales, la U.S. Route 95 es administrada y mantenida por el Departamento de Transporte de California por sus siglas en inglés Caltrans.

## Cruces
La U.S. Route 95 es atravesada principalmente por la  I 10  en Blythe
 I 40  en Needles.
| Condado | Localidad                                | Miliario                                 | Salida                         | Destinos                                                          | Notas                                 |                     |
| --- | ---------------------------------------- | ---------------------------------------- | ------------------------------ | ----------------------------------------------------------------- | ------------------------------------- | ------------------- |
| Riverside RIV R156.49 -36.20                                                                                              | Blythe                                   | R156.49                                  | Frontera con Arizona           | Frontera con Arizona                                              | Frontera con Arizona                  |                     |
| Riverside RIV R156.49 -36.20                                                                                              | Blythe                                   | R156.10                                  | 243                            | Riviera Drive (I-10 Bus. oeste)                                   | Antigua US 60 oeste                   |                     |
| Riverside RIV R156.49 -36.20                                                                                              | Blythe                                   | extremo norte de la autopista en la I-10 |                                |                                                                   |                                       |                     |
| Riverside RIV R156.49 -36.20                                                                                              | Blythe                                   | R154.16 L0.16                            |                                | I 10 oeste – Indio                                                | Interchange; extremo norte de la I-10 |                     |
| Riverside RIV R156.49 -36.20                                                                                              | Blythe                                   | L0.39 0.00                               |                                | BL 10 (Hobson Way)                                                | Antigua US 60                         |                     |
| Riverside RIV R156.49 -36.20                                                                                              |                                          |                                          | Riverside Avenue – Fairgrounds |                                                                   |                                       |                     |
| Riverside RIV R156.49 -36.20                                                                                              |                                          |                                          | Lost Lake                      |                                                                   |                                       |                     |
| Riverside RIV R156.49 -36.20                                                                                              |                                          |                                          | Wilson Way – River Crossing    |                                                                   |                                       |                     |
| San Bernardino SBD 0.00-80.45                                                                                             | Vidal Junction                           | 9.68                                     |                                | SR 62 (Desert Center Rice Road) – Twentynine Palms, Parker        |                                       |                     |
| San Bernardino SBD 0.00-80.45                                                                                             |                                          | 37.30                                    |                                | Havasu Lake Road – Chemehuevi Valley, Lake Havasu                 |                                       |                     |
| San Bernardino SBD 0.00-80.45                                                                                             |                                          |                                          |                                | Five Mile Road – Topock, Kingman                                  | Antigua US 66 este                    |                     |
| San Bernardino SBD 0.00-80.45                                                                                             | Needles                                  | 57.28 R143.76                            |                                | I 40 este (Needles Freeway) BL 40 oeste (East Broadway) – Kingman | Interchange; extremo sur de la I-40   |                     |
| San Bernardino SBD 0.00-80.45                                                                                             | Needles                                  | Extremo sur de la autopista en la I-40   |                                |                                                                   |                                       |                     |
| San Bernardino SBD 0.00-80.45                                                                                             | Needles                                  | R142.37                                  | 142                            | J Street – Downtown Needles                                       |                                       |                     |
| San Bernardino SBD 0.00-80.45                                                                                             | Needles                                  | R141.01                                  | 141                            | West Broadway, River Road (I-40 Bus. este)                        |                                       |                     |
| San Bernardino SBD 0.00-80.45                                                                                             | Needles                                  | R139.11                                  | 139                            | River Road Cutoff                                                 | Salida Sur y entrada Norte            |                     |
| San Bernardino SBD 0.00-80.45                                                                                             | extremo norte de la autopista en la I-40 |                                          |                                |                                                                   |                                       |                     |
| San Bernardino SBD 0.00-80.45                                                                                             |                                          | R132.73 R57.21                           |                                | I 40 oeste (Needles Freeway) – Barstow                            | Interchange; extremo norte de la I-40 |                     |
| San Bernardino SBD 0.00-80.45                                                                                             | Arrowhead Junction                       | 63.94                                    |                                | Goffs Road – Goffs                                                | Antigua US 66 oeste                   |                     |
| San Bernardino SBD 0.00-80.45                                                                                             |                                          | 80.45                                    |                                | Frontera con Nevada                                               | Frontera con Nevada                   | Frontera con Nevada |
| 1.000 mi = 1.609 km; 1.000 km = 0.621 mi Cerrada/Antigua • Terminal concurrente • Acceso incompleto • Propuesta/Sin abrir |                                          |                                          |                                |                                                                   |                                       |                     |

1. 1 2 3 4  Indicia que el miliario representa la distancia de la I-10 y no la de la US 95.
2. 1 2 3 4 5  Indica que el miliario representa la distancia entre la I-40 y no la US 95.